# Seututie 904
Pour les articles homonymes, voir Route 904.
La route régionale 904 (finnois : Seututie 904) est une route régionale allant de Hietaperä à Kuhmo jusqu'à Hyrynsalmi en Finlande,,.

## Présentation
La seututie 904 est une route régionale de Kainuu.